# سبيتين (خولان)

تعديل مصدري - تعديل

سبيتين هي إحدى قرى عزلة حباب آل حنتش بمديرية خولان التابعة لمحافظة صنعاء، بلغ تعداد سكانها 1652 نسمة حسب تعداد اليمن لعام 2004.